# Парламентарни избори в България (1886)
Парламентарните избори през 1886 г. се провеждат на 28 септември в Княжество България за Трето велико народно събрание.
Велико народно събрание се свиква за трети път в напрегнатата обстановка след деветоавгустовския преврат и абдикацията на Александър I Батенберг. Изборите са насрочени с указ на Регентския съвет № 16 от 8 септември 1886 г. с основна задача да избере нов княз. На 13 септември 1886 в България пристига специалният пратеник на руския император генерал Николай Каулбарс. На 15 септември той връчва нота на българските власти, с която настоява за освобождаване на арестуваните детронатори, отмяна на извънредното положение и отлагане на изборите за Велико народно събрание. Първите две искания са изпълнени, но третото не. Каулбарс се опитва да издейства отлагане на изборите за Трето велико народно събрание, но правителството на Васил Радославов не се съобразява с исканията му. По време на предизборната кампания обикаля Северна България в безуспешен опит да привлече тамошните военни гарнизони и провежда агитация сред населението срещу правителството и Регентския съвет, като разполага със средства от т.нар. Окупационен фонд:с. 145.
Предизборната кампания е настървена, вотът е окървавен – в Дупница са убити трима бивши депутати и полицейският началник. За първи път в 7 от 85 избирателни околии вотът пропада поради сблъсъци или неявяване на избиратели. В Кутловица с абсолютно мнозинство за депутат е избран руският император Александър III:с. 147
Противно на руските искания, Регентството и правителството на Радославов провеждат парламентарните избори на 28 септември 1886 г., спечелени от привържениците на Радосланон и Стамболов. Избрани са 493 народни представители. Русия отказва да признае резултатите от вота. През октомври 1886 тя дори изпраща два бойни кораба във Варненския залив. Едновременно с тази демонстрация избухват антиправителствени вълнения в Бургас, Сливен и други места, както и проруски бунтове.
Третото велико народно събрание се свиква на 19 октомври 1886 г. и има три сесии. Разпуснато е на 3 август 1887 г., след като избира Фердинанд Сакскобургготски за нов княз на България.